# Natação no Campeonato Mundial de Esportes Aquáticos de 2015 - 50 m peito masculino
A prova dos 50 metros peito masculino da natação no Campeonato Mundial de Esportes Aquáticos de 2015 ocorreu nos dias 4 de agosto e 5 de agosto em Cazã na Rússia.

## Recordes
Antes desta competição, os recordes mundiais e do campeonato nesta prova eram os seguintes:
| Tipo                  | Atleta                | Tempo | Local | Data                |
| --------------------- | --------------------- | ----- | ----- | ------------------- |
|                       | Cameron van der Burgh | 26.67 | Roma  | 29 de julho de 2009 |
| Recorde do campeonato | Cameron van der Burgh | 26.67 | Roma  | 29 de julho de 2009 |

Os seguintes novos recordes foram estabelecidos durante esta competição. 
| Data        | Prova         | Nadadora              | Nacionalidade | Tempo | Recordes |
| ----------- | ------------- | --------------------- | ------------- | ----- | -------- |
| 4 de agosto | Eliminatórias | Cameron van der Burgh | África do Sul | 26.62 | ,        |
| 4 de agosto | Semifinal     | Adam Peaty            | Reino Unido   | 26.42 | ,        |

## Medalhistas
| Ouro             | Prata                       | Bronze             |
| Adam Peaty (GBR) | Cameron van der Burgh (RSA) | Kevin Cordes (USA) |

## Resultados

### Eliminatórias
Esses foram os resultados das eliminatórias.
| Pos. | Bateria | Raia | Nadador               | Nacionalidade  | Tempo | Notas            |
| ---- | ------- | ---- | --------------------- | -------------- | ----- | ---------------- |
| 1    | 7       | 4    | Cameron van der Burgh | África do Sul  | 26.62 | Q,               |
| 2    | 9       | 4    | Adam Peaty            | Reino Unido    | 26.68 | Q                |
| 3    | 8       | 3    | Damir Dugonjič        | Eslovênia      | 26.70 | Q                |
| 4    | 9       | 6    | Kevin Cordes          | Estados Unidos | 26.93 | Q                |
| 5    | 8       | 5    | Felipe França Silva   | Brasil         | 27.10 | Q                |
| 6    | 7       | 5    | Čaba Silađi           | Sérvia         | 27.19 | Q                |
| 7    | 7       | 7    | Glenn Snyders         | Nova Zelândia  | 27.23 | Q                |
| 8    | 7       | 3    | Felipe Lima           | Brasil         | 27.37 | Q                |
| 9    | 8       | 6    | Hendrik Feldwehr      | Alemanha       | 27.41 | Q                |
| 10   | 8       | 2    | Giacomo Perez-Dortona | França         | 27.42 | Q                |
| 11   | 8       | 1    | Kirill Prigoda        | Rússia         | 27.43 | Q                |
| 12   | 9       | 7    | Peter Stevens         | Eslovênia      | 27.46 | Q                |
| 13   | 8       | 0    | Dmitriy Balandin      | Cazaquistão    | 27.47 | Q                |
| 13   | 9       | 5    | Andrea Toniato        | Itália         | 27.47 | Q                |
| 15   | 6       | 3    | Vladislav Mustafin    | Uzbequistão    | 27.51 | Q                |
| 15   | 7       | 6    | Giedrius Titenis      | Lituânia       | 27.51 | Q                |
| 17   | 8       | 4    | Christian Sprenger    | Austrália      | 27.54 |                  |
| 18   | 9       | 3    | Brendan McHugh        | Estados Unidos | 27.62 |                  |
| 19   | 7       | 1    | Shi Weijia            | China          | 27.65 |                  |
| 20   | 8       | 8    | Richard Funk          | Canadá         | 27.71 |                  |
| 21   | 9       | 2    | Ioannis Karpouzlis    | Grécia         | 27.85 |                  |
| 22   | 5       | 2    | Laurent Carnol        | Luxemburgo     | 27.94 | Recorde nacional |
| 23   | 6       | 7    | Jorge Murillo         | Colômbia       | 27.99 |                  |
| 23   | 7       | 8    | Sami Aaltomaa         | Finlândia      | 27.99 |                  |
| 25   | 8       | 7    | Alex Murphy           | Irlanda        | 28.00 |                  |
| 26   | 9       | 0    | Martin Schweizer      | Suíça          | 28.02 |                  |
| 27   | 6       | 9    | Youssef El-Kamash     | Egito          | 28.05 | Recorde nacional |
| 28   | 7       | 2    | Renato Prono          | Paraguai       | 28.06 |                  |
| 29   | 6       | 4    | Carlos Claverie       | Venezuela      | 28.12 |                  |
| 30   | 9       | 1    | Yasuhiro Koseki       | Japão          | 28.13 |                  |

| Ver o restante da classificação | Ver o restante da classificação | Ver o restante da classificação | Ver o restante da classificação | Ver o restante da classificação | Ver o restante da classificação | Ver o restante da classificação |
| Pos.                            | Bateria                         | Raia                            | Nadadora                        | Nacionalidade                   | Tempo                           | Notas                           |
| ------------------------------- | ------------------------------- | ------------------------------- | ------------------------------- | ------------------------------- | ------------------------------- | ------------------------------- |
| 31                              | 8                               | 9                               | Nikolajs Maskaļenko             | Letônia                         | 28.15                           |                                 |
| 32                              | 6                               | 1                               | Marcin Stolarski                | Polónia                         | 28.22                           |                                 |
| 33                              | 9                               | 9                               | Marek Botík                     | Eslováquia                      | 28.26                           |                                 |
| 34                              | 6                               | 2                               | Édgar Crespo                    | Panamá                          | 28.29                           |                                 |
| 35                              | 6                               | 0                               | Lachezar Shumkov                | Bulgária                        | 28.36                           |                                 |
| 36                              | 6                               | 6                               | Demir Atasoy                    | Turquia                         | 28.38                           |                                 |
| 37                              | 5                               | 5                               | Dávid Horváth                   | Hungria                         | 28.40                           |                                 |
| 38                              | 9                               | 8                               | Petr Bartůněk                   | Chéquia                         | 28.47                           |                                 |
| 39                              | 7                               | 9                               | Martin Melconian                | Uruguai                         | 28.53                           |                                 |
| 40                              | 6                               | 5                               | Sandeep Sejwal                  | Índia                           | 28.57                           |                                 |
| 41                              | 5                               | 9                               | Jordy Groters                   | Aruba                           | 28.64                           |                                 |
| 42                              | 5                               | 8                               | Malick Fall                     | Senegal                         | 28.71                           |                                 |
| 43                              | 5                               | 1                               | Dustin Tynes                    | Bahamas                         | 28.74                           |                                 |
| 43                              | 7                               | 0                               | Martti Aljand                   | Estónia                         | 28.74                           |                                 |
| 45                              | 4                               | 3                               | James Lawson                    | Zimbabwe                        | 28.85                           |                                 |
| 46                              | 5                               | 7                               | Khoo Chien Yin Lionel           | Singapura                       | 28.87                           |                                 |
| 47                              | 4                               | 4                               | Chao Man Hou                    | Macau                           | 28.99                           |                                 |
| 48                              | 5                               | 0                               | Markos Kalopsidiotis            | Chipre                          | 29.08                           |                                 |
| 49                              | 5                               | 6                               | Mauro Castillo                  | México                          | 29.15                           |                                 |
| 50                              | 5                               | 3                               | Abdelkader Afane                | Argélia                         | 29.17                           |                                 |
| 51                              | 4                               | 6                               | Adam Allouche                   | Líbano                          | 29.45                           |                                 |
| 52                              | 3                               | 4                               | João Aguiar                     | Angola                          | 29.92                           |                                 |
| 53                              | 4                               | 5                               | Julian Harding                  | Malta                           | 29.93                           |                                 |
| 54                              | 4                               | 1                               | Nazih Mezayek                   | Jordânia                        | 29.96                           |                                 |
| 55                              | 4                               | 9                               | Alex Axiotis                    | Zâmbia                          | 30.24                           |                                 |
| 56                              | 4                               | 2                               | Jesús Flores                    | Honduras                        | 30.33                           |                                 |
| 57                              | 4                               | 7                               | Ramazan Taimatov                | Quirguistão                     | 30.40                           |                                 |
| 58                              | 3                               | 3                               | Corey Ollivierre                | Granada                         | 30.61                           |                                 |
| 59                              | 3                               | 6                               | Lum Zhaveli                     | Kosovo                          | 30.95                           |                                 |
| 60                              | 4                               | 0                               | Serginni Marten                 | Curaçau                         | 30.97                           |                                 |
| 61                              | 3                               | 5                               | Yun Chung-il                    | Coreia do Norte                 | 31.00                           |                                 |
| 62                              | 3                               | 1                               | Kaito Yanai                     | Marianas Setentrionais          | 31.46                           |                                 |
| 63                              | 3                               | 2                               | Delgerkhuu Myagmar              | Mongólia                        | 32.07                           |                                 |
| 64                              | 3                               | 9                               | Ekirikubinza Tibatemwa          | Uganda                          | 33.00                           | Recorde nacional                |
| 65                              | 3                               | 7                               | Thonponloeu Hem                 | Camboja                         | 33.09                           |                                 |
| 66                              | 3                               | 8                               | Shane Cadogan                   | São Vicente e Granadinas        | 33.14                           |                                 |
| 67                              | 4                               | 8                               | Dionisio Augustine              | Estados Federados da Micronésia | 33.91                           |                                 |
| 68                              | 2                               | 3                               | Moris Beale                     | Serra Leoa                      | 34.87                           |                                 |
| 69                              | 2                               | 6                               | Kiran Karki                     | Nepal                           | 34.94                           |                                 |
| 70                              | 2                               | 4                               | Abdelmalik Muktar               | Etiópia                         | 35.89                           |                                 |
| 71                              | 2                               | 1                               | Alassane Seydou                 | Níger                           | 36.63                           |                                 |
| 72                              | 2                               | 7                               | Ramziyor Khorkashov             | Tajiquistão                     | 37.20                           |                                 |
| 73                              | 2                               | 2                               | Tano Atta                       | Costa do Marfim                 | 38.65                           |                                 |
| 74                              | 1                               | 5                               | Omar Barry                      | Burquina Fasso                  | 41.33                           |                                 |
| 75                              | 1                               | 4                               | Momodou Saine                   | Gâmbia                          | 41.49                           |                                 |
| 76                              | 2                               | 5                               | Ahmed Bourhan                   | Djibuti                         | 42.88                           |                                 |
| 77 !                            | 1                               | 3                               | Alhassane Fofana                | Guiné                           |                                 | DNS                             |
| 77 !                            | 2                               | 8                               | Stephane Fokam                  | Camarões                        |                                 | DNS                             |
| 77 !                            | 5                               | 4                               | Mubarak Al-Beshr                | Emirados Árabes Unidos          |                                 | DNS                             |
| 77 !                            | 3                               | 0                               | Christian Nassif                | República Centro-Africana       |                                 | DSQ                             |
| 77 !                            | 6                               | 8                               | Joshua Hall                     | Filipinas                       |                                 | DSQ                             |

### Semifinal
Esses foram os resultados das semifinais.
Semifinal 1
| Pos. | Raia | Nadador               | Nacionalidade  | Tempo | Notas    |
| ---- | ---- | --------------------- | -------------- | ----- | -------- |
| 1    | 4    | Adam Peaty            | Reino Unido    | 26.42 | Q,       |
| 2    | 5    | Kevin Cordes          | Estados Unidos | 26.76 | Q, =     |
| 3    | 3    | Čaba Silađi           | Sérvia         | 27.19 | Q        |
| 4    | 8    | Giedrius Titenis      | Lituânia       | 27.20 | Q, {NR}} |
| 5    | 6    | Felipe Lima           | Brasil         | 27.50 |          |
| 5    | 7    | Peter Stevens         | Eslovênia      | 27.50 |          |
| 7    | 2    | Giacomo Perez-Dortona | França         | 27.51 |          |
| 8    | 1    | Andrea Toniato        | Itália         | 27.61 |          |

Semifinal 2
| Pos. | Raia | Nadador               | Nacionalidade | Tempo | Notas            |
| ---- | ---- | --------------------- | ------------- | ----- | ---------------- |
| 1    | 4    | Cameron van der Burgh | África do Sul | 26.74 | Q                |
| 2    | 3    | Felipe França Silva   | Brasil        | 26.87 | Q                |
| 3    | 5    | Damir Dugonjič        | Eslovênia     | 26.92 | Q                |
| 4    | 6    | Glenn Snyders         | Nova Zelândia | 27.17 | Q                |
| 5    | 1    | Dmitriy Balandin      | Cazaquistão   | 27.24 | Recorde asiático |
| 6    | 2    | Hendrik Feldwehr      | Alemanha      | 27.31 |                  |
| 7    | 7    | Kirill Prigoda        | Rússia        | 27.47 |                  |
| 8    | 8    | Vladislav Mustafin    | Uzbequistão   | 27.79 |                  |

### Final
Esse foi o resultado da final. 
| Pos.              | Raia | Nadador               | Nacionalidade  | Tempo | Notas |
| ----------------- | ---- | --------------------- | -------------- | ----- | ----- |
| Medalha de ouro   | 4    | Adam Peaty            | Reino Unido    | 26.51 |       |
| Medalha de prata  | 5    | Cameron van der Burgh | África do Sul  | 26.66 |       |
| Medalha de bronze | 3    | Kevin Cordes          | Estados Unidos | 26.86 |       |
| 4                 | 6    | Felipe França Silva   | Brasil         | 26.87 |       |
| 5                 | 2    | Damir Dugonjič        | Eslovênia      | 27.23 |       |
| 5                 | 8    | Giedrius Titenis      | Lituânia       | 27.23 |       |
| 7                 | 7    | Glenn Snyders         | Nova Zelândia  | 27.36 |       |
| 8                 | 1    | Čaba Silađi           | Sérvia         | 27.45 |       |

Legenda
| Recorde mundial       | Recorde mundial (World record)               |                       | Recorde africano                      | Recorde africano (African) |                                           | Q | Classificado por posição (Qualified) |
| Recorde do campeonato | Recorde do campeonato (Championship record)  | Recorde da América    | Recorde da América (Americas)         | q                          | Classificado por melhor tempo (Qualified) |   |                                      |
| Melhor marca do ano   | Melhor marca do ano (World leading)          | Recorde asiático      | Recorde asiático (Asian)              | DNS                        | Não largou (Did not start)                |   |                                      |
| Recorde nacional      | Recorde nacional (National record)           | Recorde europeu       | Recorde europeu (European)            | DNF                        | Não terminou (Did not finish)             |   |                                      |
| Recorde pessoal       | Recorde pessoal do atleta (Personal best)    | Recorde da Oceania    | Recorde da Oceania (Oceania)          | DSQ / DQ                   | Desclassificado (Disqualified)            |   |                                      |
| Recorde da temporada  | Recorde da temporada do atleta (Season best) | Recorde sul-americano | Recorde sul-americano (South America) | NM                         | Sem marca (No mark)                       |   |                                      |